# Sausneja
Sausnēja est un pagasts de Lettonie, l'une des subdivisions de la municipalité d'Ērgļi. Le centre administratif se trouve à Sidrabiņi (anciennement Ozoli).
Les rivières Pērse, Ogre, Veseta, Šukumupe, Sumulda et Aronīte traversent son territoire.